# Battarrea phalloides
A Battarrea phalloides é uma espécie de cogumelo não comestível da família Agaricaceae e a espécie-tipo do gênero Battarrea. Ela tem um estipe lenhoso, delgado e desgrenhado ou escamoso, que normalmente tem até 40 cm de comprimento. Embora sua aparência geral se assemelhe a um agárico com estipe e lamelas, no topo do estipe há uma bolsa de esporos, composto por um perídio e uma gleba interna pulverulenta, que se rompe na maturidade para liberar os esporos. A Battarrea phalloides é encontrada em locais secos e arenosos em todo o mundo e foi coletada na África, Ásia, Austrália, Europa, América do Norte (principalmente nas regiões ocidentais) e América do Sul. Atualmente, há alguma discordância na literatura quanto ao fato de a B. stevensii europeia ser a mesma espécie da B. phalloides.

## Taxonomia
A espécie foi mencionada pela primeira vez na literatura científica em 1784, quando Thomas Jenkinson Woodward descreveu uma nova espécie encontrada pelo Sr. Humphreys de Norwich e foi nomeada por James Dickson em 1785 como Lycoperdon phalloides, da localidade-tipo Suffolk, Inglaterra. Christian Hendrik Persoon sancionou o nome quando a transferiu para Battarrea em sua Synopsis Methodica Fungorum de 1801, um gênero recém-circunscrito que recebeu o nome do micologista italiano Giovanni Antonio Battarra. Os sinônimos incluem Phallus campanulatus, publicado por Miles Berkeley em 1842 com base em coletas feitas por Charles Darwin em Maldonado (Uruguai) em 1833, e Ithyphallus campanulatus, uma nova combinação baseada no nome de Berkeley, publicada por Diederich Franz Leonhard von Schlechtendal em 1933.
O epíteto específico phalloides significa semelhante a falo e se refere à semelhança da volva do gênero Phallus. A Battarrea phalloides é comumente conhecida na língua inglesa como "scaly-stalked puffball" e "sandy stiltball"; um nome comum dado à espécie B. stevenii é "desert drumstick". No Chipre, é conhecida localmente como "Donkey fungus" (fungo do burro), um nome que pode ser derivado do fato de que os esporos já foram usados como um agente antisséptico e antipruriginoso natural aplicado nas costas dos burros, ou por sua semelhança morfológica com o pênis do animal.
Historicamente, tem havido incerteza quanto ao fato de a espécie europeia conhecida como Battarrea stevenii ser uma espécie única ou apenas uma variante polimórfica da B. phalloides. O táxon já foi descrito como uma variedade (como B. phalloides var. stevenii por Cleland e Cheel em 1916) e como uma forma (como B. phalloides f. stevenii por Calonge em 2004). Em 1995, o micologista Roy Watling opinou que a B. stevenii difere por ter esporos com coloração mais laranja-ocre, ligeiramente maiores (5-6,5 por 5,75-7 μm, em oposição a 4,5-5,25 por 4,5-5,75 μm) e menos ornamentados. Além disso, acredita-se que a B. stevenii tenha um tamanho de basidioma maior, um estipe com escamas mais grosseiras e falta de mucilagem na volva e nas partes mais internas do estipe. A presença ou ausência de mucilagem tem sido tradicionalmente considerada a característica significativa que separa as espécies.
Em 1904, Lászlo Hollós propôs a ideia de uma única espécie polimórfica; em 1942, Paul Marshall Rea, após estudar 25 espécimes do sul da Califórnia, concluiu que a B. stevenii era coespecífica com a B. phalloides e representava uma única espécie. Uma análise de vários espécimes europeus - usando características macroscópicas e microscópicas, além da análise molecular das regiões do espaçador interno transcrito e do rDNA 5.8S - também sugeriu que ambas eram coespecíficas. Os autores desse estudo consideraram que as diferenças na ornamentação dos esporos e nas hifas do estipe eram insuficientes para discriminá-las como duas espécies; no entanto, eles observaram que sua incapacidade de localizar o material-tipo para ambas as espécies limitava a conclusividade de sua sugestão.
A coespecificidade das espécies foi confirmada em um estudo posterior que utilizou métodos tradicionais e moleculares para comparar espécimes ingleses coletados em campo e uma ampla variedade de material de herbário coletado em todo o mundo. Foi descoberto que o material rotulado como B. stevenii geralmente apresentava uma variedade maior de tamanhos de estipe e píleo, enquanto o material rotulado como B. phalloides era geralmente mais consistente e menor. No entanto, o material de B. phalloides que eles estudaram era geralmente de habitats semelhantes no Reino Unido, enquanto o material de B. stevenii era originário de uma ampla variedade de locais e habitats, sugerindo que os fatores ambientais influenciam a morfologia do basidioma. As evidências que apontavam para a coespecificidade incluíam o tamanhos de esporos das duas e a falta de diferenças significativas entre seus DNAs. Em 2006, no entanto, com base em um estudo de espécimes coletados na China, outros cientistas as consideraram espécies independentes.

## Descrição

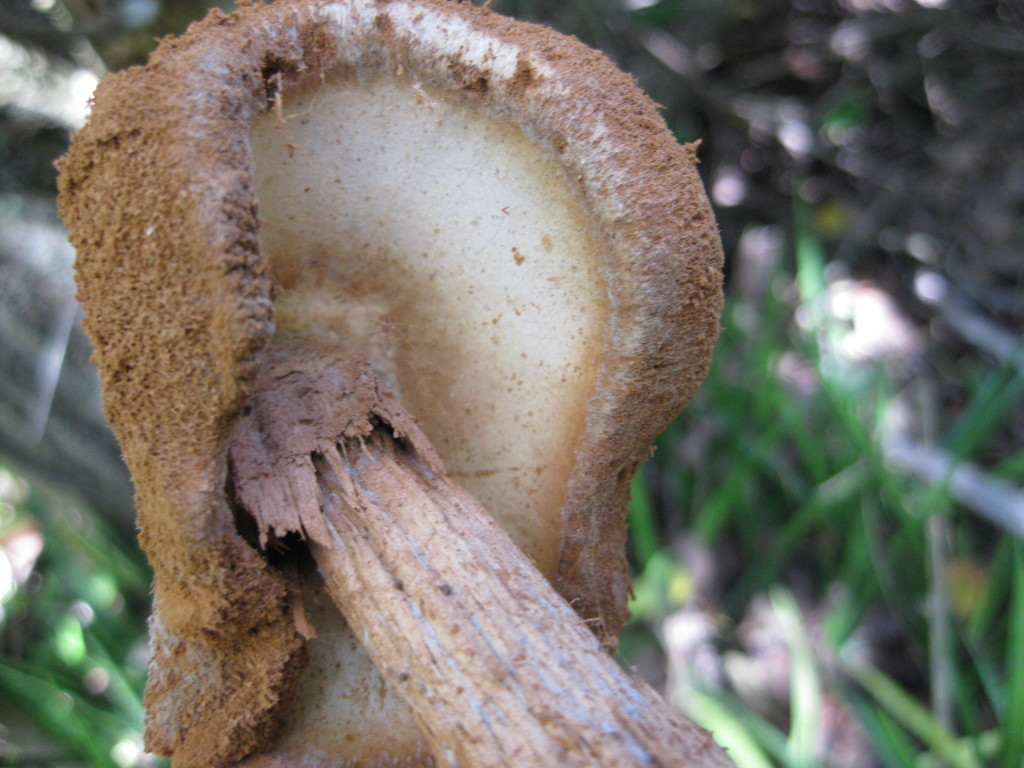
Parte inferior da superfície portadora de esporos

Os espécimes maduros de Battarrea phalloides se assemelham mais ou menos à estatura típica de um cogumelo agárico, com estipe e píleo. Entretanto, em vez de um píleo com lamelas, essa espécie tem uma bolsa de esporos no topo do estipe. Quando jovem, o basidioma é aproximadamente esférico e completamente envolto em uma parede externa (exoperídio) que depois se divide de forma circunscrita (ao longo de uma linha circular ou equatorial), com a parede inferior formando uma volva e a parte superior formando escamas que cobrem a parede interna. A parte superior dobra para cima e para trás e, eventualmente, cai inteira, expondo uma bolsa de esporos revestido por um anel estreito de capilícios (fios de fibras assexuadas) e esporos. Os esporos são pegajosos. À medida que são levados pelo vento, a ação de secagem faz com que as bordas do perídio encolham e se enrolem mais, expondo mais esporos. Esse processo continua até que a metade superior do perídio tenha encolhido e se desprendido, restando apenas alguns esporos, que podem ser levados pela chuva.
O basidioma se desenvolve rapidamente; quando maduro, é cor de ferrugem, com uma "cabeça" hemisférica a um pouco cônica de 1 a 3 cm de diâmetro e com um estipe de até 40 cm de comprimento por 0,4 a 1,5 cm de espessura. Um estudo relatou um espécime encontrado no México com um comprimento de 70 cm.
Normalmente, a bolsa de esporos tem de 3 a 5 cm de largura por 1 a 3,5 cm de altura. O estipe oco é marrom-claro a marrom, lenhoso e tem uma superfície fibrosa, escamosa ou até mesmo lanosa. A gleba madura, que é eventualmente exposta quando o perídio é removido, tem uma cor marrom-ferrugem. O perídio pode persistir após a dispersão da massa de esporos e formar uma unidade em forma de disco que desliza pelo estipe como um anel. A volva frágil, em forma de saco, tem até 15 por 13 cm de largura, não está presa ao estipe e é formada por duas camadas de tecido distintas e separadas. A camada interna se assemelha às escamas do estipe, consistindo de hifas com 3 a 18 μm de diâmetro, dispostas de perto (quase paralelas), septadas, esparsamente ramificadas, de cor ocre amarelada, com fíbulas em alguns septos. A camada externa do tecido é mais espessa, membranosa, as vezes com uma textura de cortiça quando seca, e branca suja. Consiste em hifas amarelas pálidas entrelaçadas que são difíceis de distinguir individualmente e sem restos de uma matriz gelatinosa. Os basidiomas podem persistir por vários meses após a secagem.
Os esporos de paredes espessas são aproximadamente esféricos, marrom-ferruginosos, finamente e densamente verrugosos, e têm diâmetros de 5 a 6,5 μm. Os elatérios têm 50-80 por 4-6 μm e têm espessamentos em forma de anel ou espiral. O endoperídio consiste em hifas densamente entrelaçadas com 3-9 μm de diâmetro e paredes com menos de 1 μm de espessura; elas são septadas, ramificadas, amarelo-claro, e com fíbulas.
A gleba é composta em grande parte por dois tipos de fios. O pseudocapilício tem hifas de até 5 μm de diâmetro, em sua maioria com paredes finas, lisas, septadas, esparsamente ramificadas, hialinas a amarelo pálido, com fíbulas. Os elatérios glebais têm diâmetros de 3,5 a 7 μm e comprimento de 32 a 70 μm; são amarelo-claros, de paredes lisas, cônicos e cilíndricos com espessamentos em espiral. Os elatérios glebais são asseptados e não ramificados.

### Espécies semelhantes

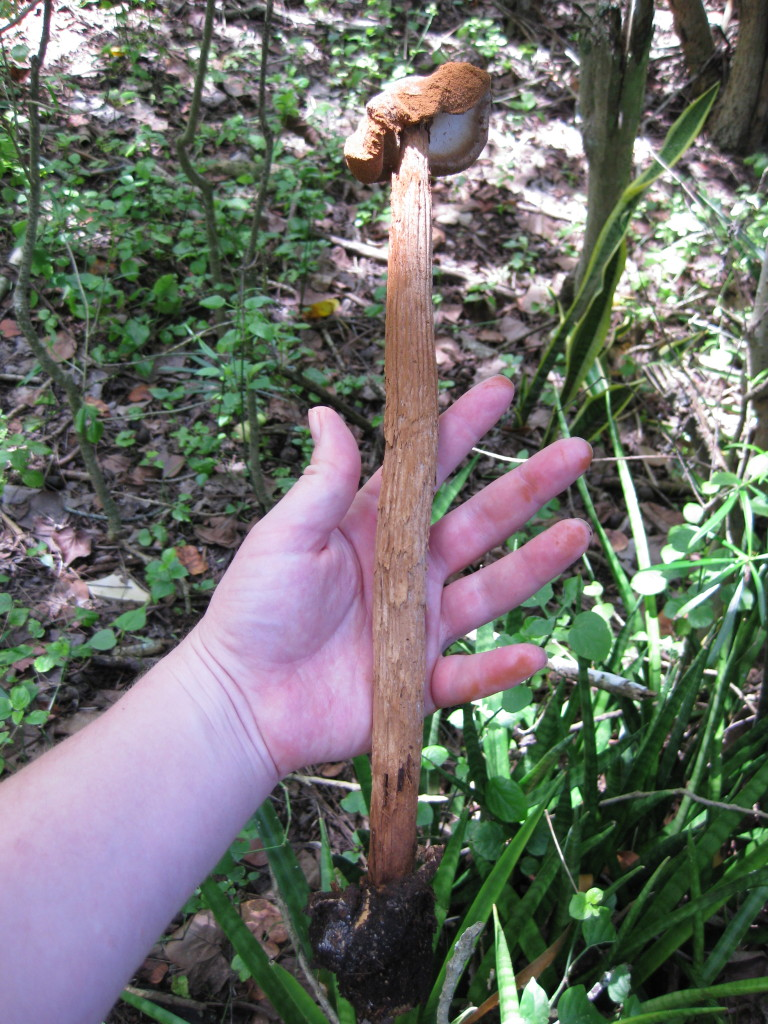
Espécime de Oahu, Havaí

A espécie intimamente relacionada Battarrea diguettii é conhecida nos Estados Unidos, no deserto de Mojave, e difere da B. phalloides pelo fato de a bolsa de esporos emergir rasgando a parte superior do exoperídio, em vez de ser rompido de forma circunscrita. O endoperídio da B. diguettii também é menor e os esporos emergem através de vários poros na superfície superior da bolsa de esporos. A Battarrea stevenii pode crescer mais alto, até 70 m. A Podaxis pistillaris ocorre em locais secos de forma semelhante à B. phalloides, mas pode ser distinguida por sua bolsa desgrenhada e alongada.

## Comestibilidade
A Battarrea phalloides (assim como a Battarrea stevenii) não é comestível. No Chipre, a forma de ovo imaturo do basidioma é consumida. Os espécimes mais velhos podem ter um cheiro desagradável. Os esporos da B. stevenii são usados como cicatrizante - um produto que promove a cura por meio da formação de tecido cicatricial - pelos pastores crioulos do Gran Chaco, no norte da Argentina.

## Habitat e distribuição
Os cogumelos de Battarrea phalloides podem ser encontrados em crescimento solitário ou disperso em sebes secas e arenosas (característica de limite elevado ou montanhoso, geralmente com uma sebe no topo), as vezes crescendo na base de árvores. É uma espécie relativamente rara, mas pode ser pontualmente abundante em algumas localidades. No México, onde só é conhecida na parte norte e central do país, geralmente foi coletada em áreas áridas e semiáridas, em dunas costeiras, encontradas desde o nível do mar até 2.550 m de altura. O cogumelo tem sido associado à árvore perene de crescimento rápido Schinus molle, bem como a Lycium brevipes, Solanum hindsianum, Salicornia subterminalis, Atriplex linearis, Quercus agrifolia e espécies de Opuntia, em dunas costeiras. Os maiores basidiomas foram encontrados em planícies de inundação com vegetação halofílica (ou seja, que se desenvolve em condições de alto teor de sal). Na Bélgica, foram encontrados espécimes em solo arenoso sob arbustos de sabugueiro mortos.
Na América do Norte, a Battarrea phalloides foi coletada no Território de Yukon, oeste do Canadá; nos EUA, onde está confinada ao oeste - sul da Califórnia, Novo México, e Arizona - México, e Havaí. Também foi relatado seu crescimento na América do Sul (Brasil), na África (Marrocos), na Europa (Bélgica e Macedônia do Norte), na China, e na Austrália. Devido a um declínio nos avistamentos, a B. phalloides recebeu proteção legal na Hungria em 2005, tornando a sua coleta uma ofensa passível de multa. Recebeu status de proteção semelhante no Reino Unido em 1998.
O habitat e a área de distribuição da Battarrea stevenii incluem regiões áridas do oeste e sudoeste dos Estados Unidos, Austrália, África do Sul, e vários países europeus, incluindo a Rússia.

## Nota
1. ↑  Variações ortográficas incluem Batarrea, Battarea, Battarraea e Battaraea.[2]

## Links externos
- Battarrea phalloides em Index Fungorum
- Imagens em Mushroom Observer